# Rouge Café
 (avril 2021).
La mise en forme du texte ne suit pas les recommandations de Wikipédia : il faut le « wikifier ».
Les points d'amélioration suivants sont les cas les plus fréquents. Le détail des points à revoir est peut-être précisé sur la page de discussion.
- Les titres sont pré-formatés par le logiciel. Ils ne sont ni en capitales, ni en gras.
- Le texte ne doit pas être écrit en capitales (les noms de famille non plus), ni en gras, ni en italique, ni en « petit »…
- Le gras n'est utilisé que pour surligner le titre de l'article dans l'introduction, une seule fois.
- L'italique est rarement utilisé : mots en langue étrangère, titres d'œuvres, noms de bateaux, etc.
- Les citations ne sont pas en italique mais en corps de texte normal. Elles sont entourées par des guillemets français : « et ».
- Les listes à puces sont à éviter, des paragraphes rédigés étant largement préférés. Les tableaux sont à réserver à la présentation de données structurées (résultats, etc.).
- Les appels de note de bas de page (petits chiffres en exposant, introduits par l'outil «  Source ») sont à placer entre la fin de phrase et le point final[comme ça].
- Les liens internes (vers d'autres articles de Wikipédia) sont à choisir avec parcimonie. Créez des liens vers des articles approfondissant le sujet. Les termes génériques sans rapport avec le sujet sont à éviter, ainsi que les répétitions de liens vers un même terme.
- Les liens externes sont à placer uniquement dans une section « Liens externes », à la fin de l'article. Ces liens sont à choisir avec parcimonie suivant les règles définies. Si un lien sert de source à l'article, son insertion dans le texte est à faire par les notes de bas de page.
- La présentation des références doit suivre les conventions bibliographiques. Il est recommandé d'utiliser les modèles {{Ouvrage}}, {{Chapitre}}, {{Article}}, {{Lien web}} et/ou {{Bibliographie}}. Le mode d'édition visuel peut mettre en forme automatiquement les références.
- Insérer une infobox (cadre d'informations à droite) n'est pas obligatoire pour parachever la mise en page.

Pour une aide détaillée, merci de consulter Aide:Wikification.
Si vous pensez que ces points ont été résolus, vous pouvez retirer ce bandeau et améliorer la mise en forme d'un autre article.
Le Rouge Café était un petit café de La Sarre en Abitibi-Ouest, un lieu culturel ainsi qu'un lieu de diffusion pour les artistes locaux en arts visuels. Celui-ci a ouvert ses portes le 4 octobre 2013.

## Propriétaires
Le Rouge Café a vu le jour grâce à Sophie Royer, artiste peintre, qui chérissait ce projet depuis ses 20 ans. Ayant déjà une expérience en restauration grâce à l'entreprise familiale Bistro-bar La Relève, où elle a travaillé de 1996 à 2007, et dans le but de répondre à un besoin en Abitibi-Ouest, le café est né. Dès ses débuts, le Rouge Café a eu la vocation d'être à la fois un café où on peut casser la croûte, un lieu de rencontres et un lieu de diffusion artistique. Artistes de la scène musicale, humoristes, Drag Queens et bien d'autres sont passés sur la scène du Rouge Café. De plus, l'évènement Open Mic a fait sa place à La Sarre, servant de moyen d'expression à la population qui le désire. Après 5 ans en fonction, Sophie décide de passer le flambeau à une employée pour se consacrer à sa carrière artistique. Le transfert se fait rapidement. 
Le 1er janvier 2019, l'endroit change de mains. La nouvelle propriétaire Anne-Marie Perreault était une employée du Rouge Café depuis 2017 et avait jadis travaillé en restauration comme serveuse. Le défi administratif était nouveau pour elle. Malgré le changement de propriétaire, Anne-Marie Perreault a gardé toute son équipe de travail, le menu et la vocation du Rouge Café. Elle disait vouloir ajouter sa propre couleur petit à petit tout en gardant l'essence même du Rouge Café. 

## Locaux
Le Rouge Café était situé dans un immeuble patrimonial, construit entre 1922 et 1924: le Manoir Bordeleau, inscrit au Répertoire du patrimoine culturel du Québec. Le bâtiment est situé au 283 rue Principale à La Sarre sur les abords de la rivière La Sarre.
À ses débuts, le Rouge Café n'était que sur un étage. Avec le temps et la demande grandissante de la clientèle pour plus de tables et d'espace pour la réception d'évènements, Sophie Royer a demandé l'agrandissement du local, en acquérant un local adjacent, sous forme de mezzanine laissant l'espace ouvert.
Dès les débuts du Rouge Café, Sophie avait installé deux petites tables sur le petit espace de trottoir possible, afin d'offrir la possibilité à sa clientèle d'apprécier le ciel d'été. C'est en 2016 qu'elle approche la ville de La Sarre pour obtenir un permis de terrasse afin d'avoir plus d'espace pour sa clientèle. Elle aménagea donc une terrasse, des parasols et de la verdure pour embellir l'espace.

## Menu
Des repas légers faits-maison tels que des paninis, salades et soupes du jour étaient au menu. Les menus variaient selon l'inspiration de l'équipe. Les soirs, le Rouge Café offrait des menus plus élaborés tels que de la pizza maison, des sautés de pâtes aux légumes et des raclettes de fromages.
Il était possible de prendre des repas pour emporter et même de faire des commandes de groupe.

### Permis d'alcool
Au départ, le Rouge café n'avait pas de permis d'alcool. C'est sur la demande de la clientèle et voyant que les évènements culturels se faisaient de plus en plus nombreux et rapprochés que la première propriétaire a acquis un permis d'alcool. Bières régionales et vins étaient au menu ainsi que certains alcools pouvant accompagner le café et autres boissons alcoolisées selon la saison.

## Commodités
Le Rouge Café prenait les réservations de groupe.
L'internet était offert pour ceux et celles qui voulaient travailler sur place, un café à la main.
Membre Freebees
Le Rouge Café faisait partie du projet La Tasse qui offre un contenant réutilisable contre un petit montant d'argent afin de participer à la réduction des gobelets jetables qui sont une source de gaspillage et de pollution non négligeable.

## Lieu culturel
Dans l'émission La p'tit virée en Abitibi de La Fabrique Culturelle avec les Frères Greffard. Ceux-ci relatent l'aspect original, accueillant et culturel de ce lieu qu'ils affectionnent.
À l'extérieur, aux abords de la porte d'entrée, on retrouvait une œuvre de Sophie Royer. Un bas relief, inspiré de l'ambiance du café, fait de fibre de cellulose et peint.

### Exposition
Septembre 2016 - Exposition de photographies réalisées par Élisabeth Carrier sur le thème de la lutte contre l'homophobie. Clichés illustrant des scènes du quotidien de la vie de couple et de familles LGBT.
Mars 2015, «Féminin Pluriel», Rouge café de La Sarre

### Évènements et spectacle
Le Rouge café s'impliquait dans son milieu en commanditant une équipe d'improvisation la SLI - Sale Ligue d'Improvisation.

#### Open Mics
25 avril 2019, FESTIVAL DES LANGUES SALES - QUIZZ NIGHT X JEU STRATÉGIQUE
19 avril 2019, OPEN MIC DU ROUGE CAFÉ 3.3 - HEUREUX D'UN PRINTEMPS
8 mars 2019, OPEN MIC DU ROUGE CAFÉ AU PROFIT DU CENTRE DE FEMMES L'ÉRIGE
18 janvier 2019, OPEN MIC DU ROUGE CAFÉ
23 novembre 2018, OPEN MIC AU ROUGE CAFÉ
19 octobre 2018, OPEN MIC DU ROUGE CAFÉ - 5E ANNIVERSAIRE DU ROUGE CAFÉ
21 septembre 2018, OPEN MIC DU ROUGE CAFÉ 2.6 - THÈME : LES JEUX SONT FAITS
17 aout 2018, OPEN MIC DU ROUGE CAFÉ 2.5 - LA RENTRÉE SCOLAIRE
29 juin 2018, OPEN MIC DU ROUGE CAFÉ 2.4
25 mai 2018, OPEN MIC DU ROUGE CAFÉ VERSION 2.3
26 avril 2018, FLS 2018 : LES LANGUES SALES DU OPEN MIC
9 mars 2018, OPEN MIC DU ROUGE CAFÉ 2.2 - THÈME: CHÈRES FEMMES
3 novembre 2017, Open Mic du rouge Café no 5
30 novembre 2017, Open Mic du Rouge Café no 6

#### Prestations musicales
1 novembre 2018, ÉTÉ MUSIQUE TRAD (musique traditionnelle québécoise)
4 mai 2018, Onglépick (Duo composé de Sébastien Dallaire, guitariste Jazz et de Vincent Rivest, guitariste classique)
20 avril 2018, SPECTACLE INTIME JEAN RACINE (spectacle ''Le legs'')
5 avril 2018, THOMAS CARBOU DIRECTIONS (guitare 8 cordes, voix & électroniques),
12 mai 2017, Lydia Képinski
17 aout 2016, Justin St-Pierre
25 février 2016, Lancement Festival des langues sales, Projet Couch avec Marie-Ève de Chavigny et Sébastien Greffard.

#### Humoristes
23 mars 2018. Michelle Desrochers - All dressed

#### Drag Queens
16 septembre 2017, Le Cabaret déjanté avec Phoenix, Maudesty, Doloress et Mme Chose.

#### Autres
13 juin 2019, LE GAZODUQ ET LA SARRE : 4E ASSEMBLÉE POPULAIRE
25 avril 2019, FESTIVAL DES LANGUES SALES - QUIZZ NIGHT X JEU STRATÉGIQUE
5 avril 2019, CAFÉ RENCONTRE JARDINAGE ET ZÉRO DÉCHET
13 mars 2019, APPRENDRE À GÉRER SON ANXIÉTÉ POUR DE VRAI, ÇA SE PEUT !
5 novembre 2018, SOIRÉE CRÉATIVE
18 octobre 2018, 5@7 DE L'INDICE BOHÉMIEN,
23 mai 2018, QU'AS-TU LU DE BON RÉCEMMENT ?
16 mai 2018, UNE SOLUTION POSSIBLE À LA PÉNURIE DE MAIN-D'OEUVRE
21 mars 2018, SUCRE, VÉRITÉS ET CONSÉQUENCES (conférence de madame Catherine Lefebvre, auteure du livre Sucre, vérité et conséquence)
13 décembre 2017, MA VOIX COMPTE - ABITIBI-OUEST
30 novembre 2017, JEUXDREDIS DU ROUGE CAFÉ
17 octobre 2014, LANCEMENT DE LA SÉRIE WEB "Y FAIT SHOW DANS SHED"

#### Festivals
Le Festival des langues sales, se déplaçant aux 4 coins de La Sarre depuis 2016, faisait son tour au Rouge Café à chaque année pour y faire son lancement, notamment sous forme de spectacles, d'Open Mic et de jeux Quizz.